# Lucien Chevallaz
Pour les articles homonymes, voir Chevallaz.
Lucien Chevallaz (en bulgare : Люсиен Шевалас), né le 26 août 1840 à Montherod et mort le 22 octobre 1921 à Plovdiv, est un jardinier et paysagiste suisse et bulgare.

## Biographie

### Origines et famille
Lucien Néhémie Chevallaz naît le 26 août 1840 à Montherod, dans le district de Morges, dans le canton de Vaud. Il est le neuvième enfant d'une fratrie de onze. Ses parents sont paysans. Il est le grand-oncle paternel de Georges-André Chevallaz.
Il se marie à deux reprises : une première fois à Paris avec Léontine Aristine Batisse ; et une seconde fois en 1877 à Constantinople avec une dame née Brossau ou de Brossard, qui meurt en 1894.

### Études et parcours professionnel
Après des études d'ingénieur à Paris, il travaille au jardin des Tuileries et durant cinq ans à la cour de Napoléon III. Il s'en va ensuite au Brésil, puis travaille à Constantinople à la cour du sultan Abdülaziz vers 1875.
Il arrive à Plovdiv, en Bulgarie, en 1879, répondant à l'appel du prince Aleksandar Bogoridi (en). Il reçoit la nationalité bulgare en 1901.

### Mort
Il meurt le 22 octobre 1921 à Plovdiv, à l'âge de 81 ans, et y est enterré « avec tous les honneurs ».

## Hommages
En 1901, Lucien Chevallaz est nommé citoyen d'honneur de Plovdiv.
Il est surnommé le « Ministre des fleurs ».
Une sculpture en son honneur est inaugurée à Plovdiv le 1er avril 2007, journée de la fête des fleurs bulgare. La statue, sculptée par Tsviatko Siromachki (bg), se situe dans le parc Siméon construit par Chevallaz.
Un chemin porte son nom depuis 2019 à Aubonne « juste au-dessus de la maison où il est né ».